# Ella Sings Broadway
Ella Sings Broadway (с англ. — «Элла поёт на Бродвее») — двадцать седьмой студийный альбом американской джазовой певицы Эллы Фицджеральд, выпущенный на лейбле Verve Records в 1963 году под студийным номером Verve V6-4059. В записи пластинки принимал участие оркестр под управлением Марти Пейча. До этого Фицджеральд уже работала с Пейчем, в частности, в 1957 году они записали альбом Ella Swings Lightly, а также выпустили два сингла: «Desafinado» Антонио Карлоса Жобина и босанова-версию песни «Stardust».
Пластинка Ella Sings Broadway включает в себя 12 композиций из различных мюзиклов, которые были популярны в 1940-е и 1950-е годы: «Парни и куколки» (1950), «Моя прекрасная леди» (1956), «Самый счастливый парень» (1956), «Бригадун» (1947), «Я и Джульет» (1953), «Юг Тихого океана» (1949), «Пижамная игра» (1954), «Чертовы янки» (1955).
В 2001 году Verve перевыпустили запись в формате CD под студийным номером Verve 549 373-2.

## Список композиций
| №                   | Название                        | Текст песни          | Музыка              | Длительность |
| ------------------- | ------------------------------- | -------------------- | ------------------- | ------------ |
| 1.                  | «Hernando’s Hideaway»           | Ричард Адлер         | Джерри Росс         | 3:17         |
| 2.                  | «If I Were a Bell»              | Фрэнк Лоссер         | Фрэнк Лоссер        | 2:22         |
| 3.                  | «Warm All Over»                 | Фрэнк Лоссер         | Фрэнк Лоссер        | 2:46         |
| 4.                  | «Almost Like Being in Love»     | Алан Джей Лернер     | Фредерик Лоу        | 3:02         |
| 5.                  | «Dites-Moi»                     | Оскар Хаммерстайн II | Ричард Роджерс      | 2:30         |
| 6.                  | «I Could Have Danced All Night» | Алан Джей Лернер     | Фредерик Лоу        | 2:22         |
| Общая длительность: | Общая длительность:             | Общая длительность:  | Общая длительность: | 16:19        |

| №                   | Название              | Текст песни          | Музыка              | Длительность |
| ------------------- | --------------------- | -------------------- | ------------------- | ------------ |
| 7.                  | «Show Me»             | Алан Джей Лернер     | Фредерик Лоу        | 2:22         |
| 8.                  | «No Other Love»       | Оскар Хаммерстайн II | Ричард Роджерс      | 2:20         |
| 9.                  | «Steam Heat»          | Ричард Адлер         | Джерри Росс         | 3:27         |
| 10.                 | «Whatever Lola Wants» | Ричард Адлер         | Джерри Росс         | 3:13         |
| 11.                 | «Guys and Dolls»      | Фрэнк Лоссер         | Фрэнк Лоссер        | 2:21         |
| 12.                 | «Somebody Somewhere»  | Фрэнк Лоссер         | Фрэнк Лоссер        | 3:12         |
| Общая длительность: | Общая длительность:   | Общая длительность:  | Общая длительность: | 16:55        |

## Участники записи
- Элла Фицджеральд — вокал.
- Марти Пейч — аранжировки, дирижирование.